# The Kings of Hong Kong
The Kings of Hong Kong è il titolo di un album discografico del gruppo 22-Pistepirkko, pubblicato nel 1987.

## Tracce
1. I'm Back
2. Geronimo
3. Last Night
4. Big Bed
5. Hong Kong King
6. Hank's TV Set
7. Don't Try to Tease Me
8. I'm Staying Now
9. Lost Lost Love
10. B-Instrumental
11. Motorcycle Man
12. Searching & Looking
13. Horseman's Son